# Политоним
Политоним (грч. πολιτική — „политика”; грч. ὄνομα [ónoma] — „име”) је именица која служи за означавање појединаца или група по основу њихове званичне припадности неком политичко-територијалном ентитету, на пример - по основу држављанства или пребивалишта. Политоним се изводи из имена политичко-територијалног ентитета, на пример - из имена државе или неке друге политичко-административне јединице.

## Значење и употреба
Именице у функцији политонима користе се за означавање опште политичко-територијалне припадности, без обзира на етничке, језичке, верске и друге посебности становника одређеног ентитета. Именице-политоними се пишу почетним великим словом и јављају се у оба рода и броја. На пример, именица „Аустријанци” (односно „Аустријанке”) у функцији политонима означава држављане, односно држављанке Аустрије.
Многе именице поред функције политонима имају и друге функције, које се међусобно разликују по контексту употребе. На пример, вишезначна именица "Молдавци" се у функцији политонима односи на људе који имају држављанство Републике Молдавије, док се у функцији демонима може односити (између осталог) и на становнике румунске покрајине Молдавије. Иста именица у накнадно стеченој функцији етнонима означава и припаднике молдавског народа у етничком смислу.
Слично томе, именица "Црногорци" у својој изворној функцији демонима означава становнике Црне Горе као географске области, а пошто је Црна Гора временом постала и политичко-територијални ентитет поменута именица је добила и функцију политонима те као таква данас означава држављане Црне Горе, без обзира на то да ли живе у самој Црној Гори или изван ње. Поред тога, иста именица у накнадно стеченој функцији етнонима означава и припаднике црногрског народа у етничком смислу.